# Karesuando socken

Gränser och kyrkor 1796

Karesuando socken ligger i Lappland, ingår sedan 1971 i Kiruna kommun och motsvarar från 2016 Karesuando distrikt.
Socknens areal är 6 531,80 kvadratkilometer, varav 6 265,90 land. År 2000 fanns här 1 168 invånare.  Tätorten Kuttainen samt tätorten och kyrkbyn Karesuando med kyrkan Karesuando kyrka ligger i socknen. 

## Historia

### Fornlämningar
Över 350 fångstgropar har påträffats. Hela området har historiskt dominerats av samer och det finns gamla offerplatser.

### Tidigmodern historia
När Enontekis socken bildades i början av 1600-talet omfattade den både nuvarande Karesuando socken och ett område på nuvarande finska sidan som ungefärligen motsvarar Enontekis kommun. Den ursprungliga socknen utgjorde ett område centrerat kring Muonioälven och Könkämäälven, den nuvarande gränsälven mellan Sverige och Finland. Befolkningen bestod helt av samer som var organiserade i de två historiska lappbyarna Rounala och Suontavaara. Från och med 1641 ingick även Peltojärvi lappby i Enontekis socken.
I mitten av 1600-talet började nybyggare flytta in till Enontekis socken från nedre Tornedalen. Det första nybygget var Kuttainen (Tullinkisuando), som upptogs på 1650-talet av Per Hindersson Aasa från Juoksengi. Omkring 1670 grundades Karesuando av Måns Mårtensson från Muonionniska. Ett tiotal år senare anlades Idivuoma av Samuel Olsson Riska som kanske också var från Muonionniska. År 1684 var Mickel Jönsson en etablerad nybyggare i Vuontisjärvi. År 1697 anlades Hetta, numera tätort i Enontekis i Finland, av Henrik Henriksson från Matarengi. År 1703 anlades Maunu av Måns Eriksson, sonson till Måns Mårtensson i Karesuando. I början av 1700-talet slog sig Mickel Johansson Närvä ned vid Mertajärvi. Då fanns även Erik Persson Palojoki som nybyggare i Palojoensuu. Vid samma tid anlades Peltovuoma av Samuel Kippoinen, som möjligen var same. På 1730-talet tillkom också ett samiskt nybygge vid Suonttajärvi. Fram till 1738 tillkom även Kunnari vid Muonioälven strax väster om Karesuando (nu öde), Vuontisjärvi vid sjön med samma namn samt Ounasjoki (samma som Yli-Kyrö?). Av dessa ligger Kuttainen (svenska delen), Karesuando (svenska delen), Idivuoma och Maunu i nuvarande Karesuando socken.

### Administrativ historik
Socknen/församlingen bildades genom en utbrytning ur Övertorneå socken i samband med att en kyrk- och marknadsplats anlades 1606–1607 i Enontekis, närmare bestämt vid Lätäsenos utflöde i Könkämäälven strax väster om Karesuando. Platsen, som på kartan kallas för Markkina (finska för marknadsplats), ligger sedan 1809 i Finland.
Namnet var då Torne lappförsamling, Tenotekl församling eller Enontekis församling/socken och församlingen omfattade även den så kallade finska armen samt angränsande delar av Norge. 20 oktober 1606 utbröts Simojärvi socken (Jukkasjärvi) och 26 september 1673 Kautokeino församling (i nuvarande Norge) och Utsjoki församling (i nuvarande Finland). Efter att Finland blev ett ryskt storfurstendöme 1809 kom Enontekis socken att ha sin kyrka i Finland. Sedan en ny kyrka börjat byggas i Karesuando 1813 blev den svenska delen en utbrytning som till en början behöll namnet Enontekis socken. Detta namn användes till 25 oktober 1907 parallellt med Karesuando socken. Den finska delen har kvar namnet Enontekis (på finska Enontekiö).
När 1862 års kommunreform genomfördes i Lappland 1874 överfördes ansvaret för de kyrkliga frågorna till Karesuando församling och för de borgerliga frågorna till Karesuando landskommun. Landskommunen uppgick 1971 i Kiruna kommun.
1 januari 2016 inrättades distriktet Karesuando, med samma omfattning som församlingen hade 1999/2000.
Socknen har tillhört fögderier, tingslag och domsagor enligt vad som beskrivs i artikeln Lappland.

## Geografi
Karesuando socken ligger i nordligaste Lappland kring Muonioälven, Könkämäälven och Lainioälven. Socknen är ett höglänt myr- och sjörik skogsbygd i öster och lågfjäll- och högfjällsområde i väster med höjder som i Måskokaise når 1 518 meter över havet.
Socknen är Sveriges glesast befolkade socken och tillika den minst uppodlade.
I norr ligger Treriksröset och i nordöstra delen av Vittangi skogssameby ligger Viikusjärvi. Laestadiuspörtet vid kyrkan påminner om att Lars Levi Læstadius varit kyrkoherde i församlingen.
Socknen har Troms og Finnmark fylke (Nord-Hålogalands stift) i Norge i nordväst och landskapet Lappland (Uleåborgs stift) i Finland i nordost. I söder avgränsas församlingen av Vittangi församling och i sydost av Pajala socken (Muonionalusta socken).

## Namnet
Namnet (1553 Karas soone) kommer från kyrkbyn och är en svensk form av finskans Kaaresuanto som i sin tur återgår till ett samiskt namn Gárasavvon. Detta namn har en oklar förled och en efterled som betyder 'lugnvatten'.

## Befolkningsutveckling
| Befolkningsutvecklingen i Karesuando socken 1810–1990                                                    | Befolkningsutvecklingen i Karesuando socken 1810–1990 | Befolkningsutvecklingen i Karesuando socken 1810–1990 | Befolkningsutvecklingen i Karesuando socken 1810–1990 | Befolkningsutvecklingen i Karesuando socken 1810–1990 |
| --- | ----------------------------------------------------- | ----------------------------------------------------- | ----------------------------------------------------- | ----------------------------------------------------- |
| |                                                       |                                                       |                                                       |                                                       |
| År |                                                       |                                                       | Folkmängd                                             |                                                       |
| 1810 | 1810                                                  |                                                       | 443                                                   |                                                       |
| 1820 | 1820                                                  |                                                       | 668                                                   |                                                       |
| 1830 | 1830                                                  |                                                       | 666                                                   |                                                       |
| 1840 | 1840                                                  |                                                       | 771                                                   |                                                       |
| 1850 | 1850                                                  |                                                       | 895                                                   |                                                       |
| 1860 | 1860                                                  |                                                       | 1 239                                                 |                                                       |
| 1870 | 1870                                                  |                                                       | 1 364                                                 |                                                       |
| 1880 | 1880                                                  |                                                       | 1 293                                                 |                                                       |
| 1890 | 1890                                                  |                                                       | 1 348                                                 |                                                       |
| 1900 | 1900                                                  |                                                       | 1 266                                                 |                                                       |
| 1910 | 1910                                                  |                                                       | 1 198                                                 |                                                       |
| 1920 | 1920                                                  |                                                       | 1 182                                                 |                                                       |
| 1930 | 1930                                                  |                                                       | 1 086                                                 |                                                       |
| 1940 | 1940                                                  |                                                       | 1 222                                                 |                                                       |
| 1950 | 1950                                                  |                                                       | 1 325                                                 |                                                       |
| 1960 | 1960                                                  |                                                       | 1 446                                                 |                                                       |
| 1970 | 1970                                                  |                                                       | 1 293                                                 |                                                       |
| 1980 | 1980                                                  |                                                       | 1 169                                                 |                                                       |
| 1990 | 1990                                                  |                                                       | 1 306                                                 |                                                       |
| Anm: Källor: Umeå universitet - Tabellverket 1749-1859, Demografiska databasen, CEDAR, Umeå universitet. |                                                       |                                                       |                                                       |                                                       |

### Språk och etnicitet
Nedanstående siffror är tagna från SCB:s folkräkning 1900 och visar inte medborgarskap utan de som SCB ansåg vara av "finsk, svensk eller lapsk stam".
| Årtal | Svenskar | Finnar | Samer | Totalt |
| ----- | -------- | ------ | ----- | ------ |
| 1860  | 24       | 328    | 887   | 1 239  |
| 1870  | 288      | 140    | 936   | 1 364  |
| 1880  | 17       | 325    | 951   | 1 293  |
| 1890  | 18       | 384    | 946   | 1 348  |
| 1900  | 31       | 415    | 820   | 1 266  |